# Карел Рајс
Карел Рајс (енгл. Karel Reisz; IPA: ) је био британски филмски редитељ, чешког порекла, познат по филму Жена француског поручника.
Једно од његових остварења јесте и филм "Исидора", из 1968. године, снимљен по мемоарима плесачице Исидоре Данкан, а у ком главну мушку улогу игра Звонимир Чрнко, у улози мужа Данканове, руског песника Сергеја Јесењина.